# Margot Adler
Margot Adler (16 de abril de 1946, em Little Rock, Arkansas) é uma jornalista e uma correspondete do National Public Radio (NPR).
Ela foi a primeira escritora a fornecer um relato fiel do que seria o paganismo na atualidade. Seu livro "Drawing Down the Moon" foi lançado em 1979 nos Estados Unidos.
Ela passou a se interessar pelo assunto antes de entrar para a universidade, quando gostava de ler sobre mitologia grega, mas somente na década de 1970 realmente entrou no Neopaganismo através da Wicca e da bruxaria. Ela fazia parte de um grupo de estudos no Brooklin dirigido pelo coven nova-iorquino das Bruxas Galesas Tradicionais, o qual era associado a Herman Slater, proprietário e operador de uma loja de ocultismo conhecida nacionalmente. Margot saiu do grupo quando este se dividiu, e em 1973 foi iniciada como uma Sacerdotisa Gardneriana.
Ela viajou por todo o país entrevistando pessoas e/ou personalidades e grupos envolvidos no Neopaganismo. O resultado está em seu livro, que hoje é considerado um clássico do Neopaganismo.